# Фальков, Арье
Арье (Лев) Фальков (ивр. אריה לב פלקוב‎; 25 мая 1919, Резекне — 19 апреля 2012, Иерусалим) — советский отказник, политический заключенный, один из лидеров движения евреев советской Латвии за свободу выезда в Израиль.

## Биография

### Детство
Родился в 1919 году в Резекне, в семье Шмереля Мовшевича Фалькова (21 декабря 1879 — август 1941), торговца и домовладельца, и Фрумы Рувиновны Гординой (1883 или 1884 — август 1941); брат — Рувин Шмерелевич Фальков (14 января 1913 — август 1941), учитель. Отец, мать и брат Арье Фалькова погибли в Холокосте.
Дядя Арье Фалькова — Зеев Вульф Гордин считался лучшим знатоком иврита в Латвии.
Арье Фальков учился в хедере, с восьми лет состоял в организации «Ха-шомер ха-цаир», в тринадцать лет перешел в «Бейтар» — молодёжную организацию, созданную З. Жаботинским, где занимал должность секретаря «гнезда» (так называлась ячейка в «Бейтаре»). В 1938 году закончил резекненскую государственную еврейскую гимназию. Решив нелегально уехать в Подмандатную Палестину, Фальков устроился работать на склад топлива, чтобы собрать необходимую сумму в 650 латов для оплаты за нелегальную эмиграцию. В Палестине он хотел поступить в Еврейский университет, но планам не суждено было сбыться из-за ввода советских войск в Латвию.

### Деятельность в СССР
В октябре 1940 года, собрав необходимую сумму для платы контрабандистам, Фальков безуспешно пытается уплыть в Швецию на рыбацкой лодке. После начала Великой Отечественной войны в начале июля 1941 года он бежит от наступающей немецкой армии из родного города на велосипеде в Опочку Калининской области. Из Опочки попадает в эвакуацию в Ивово Липецкой области, где работает в колхозе.
Фальков решает перебраться в Палестину через Иран, скрываясь, он добирается через Горький и Астрахань в Баку. Не договорившись с азербайджанскими контрабандистами, Фальков приезжает в Сталинабад в поисках бухарского еврея, перевозящего людей через афганскую границу. Не найдя проводника, переплывает с группой евреев реку Пяндж, естественную границу СССР и Афганистана, и попадает в руки афганских пограничников. Афганцы принимают беглецов за советских шпионов и передают их в руки советских пограничников.
Восемь месяцев Фальков находится под следствием НКВД и в 1942 году приговорен Особым совещанием при НКВД СССР к 10 годам заключения и 5 годам ссылки. Отбывал наказание в различных лагерях в Казахстане и России, в том числе в штрафном лагере, с 1948 года — в особом лагере для политических заключенных. Находясь в особом лагере, вел сионистскую работу среди заключенных-евреев, подготовил по приказу заместителя начальника лагеря по культурной работе две трехчасовые лекции про государство Израиль.
С 1951 по 1956 год в ссылке в Красноярского края работал на производстве железнодорожных шпал.
В апреле 1956 года был освобожден и вернулся в Латвию с временным запретом на проживание в Риге. Остановился у своей двоюродной сестры Жени Тульчинской, затем временно проживал в доме двоюродного брата — Зеева Вульфа Гордина. В Риге организовал обучение молодежи Торе, истории Израиля, особое внимание уделяя патриотическому воспитанию детей. Был одним из вдохновителей собраний еврейской молодежи в Румбуле и мемориализации места массового убийства евреев.
Получив разрешение на проживание в Риге, поселился в районе Пардаугава и устроился заведующим складом. С целью выезда в Израиль через Польшу оформил фиктивный брак с женщиной из Вильнюса, но власти супружескую пару Фальковых в Польшу не выпустили.
Арье Фальков каждую неделю ходил на прием к министру внутренних дел ЛатССР с требованием выпустить его в Израиль, написал более тысячи писем на имя А. Н. Косыгина, Л.И. Брежнева, Н. В. Подгорного, в редакции газет «Правда» и «Известия», в которых просил отпустить его за границу.
Фальков неизменно получал отказ, несмотря на обращения ко многим представителям мировой общественности. В 1967 году ему было разрешено уехать, и Фальков репатриировался в Израиль накануне Шестидневной войны.

### В Израиле
После репатриации в Израиль Арье Фальков развелся с фиктивной женой. Принял участие 8 сентября 1969 года в пресс-конференции новых олим вместе с Иосифом Кузьковским, Довом Шперлингом, Леей Словиной, Иосифом Шнайдером, Давидом Гарбером, Мордехаем Лапидом. На пресс-конференции шла речь о пробуждении национального сознания у евреев Советского Союза.
В Израиле Арье Фальков поселился в Иерусалиме и работал в банке «Дисконт». Женился второй раз на Саре из семьи иракских евреев. Фальков стал активистом организации «Маоз» — общества помощи еврейству СССР, боровшемуся против советских лагерей и за свободу Узников Сиона. Изучал древнюю историю Израиля в Иерусалимском Университете.
Арье Фальков является автором книги воспоминаний «Откройте мне врата справедливости», вышедшей в 1999 году на иврите (פלקוב, אריה.  פתחו לי שערי-צדק. ירושלים: א. פלקוב, 1999.).